# М7 Прист
М7 Прист (енгл. priest – свештеник) је америчка самоходна артиљерија произвођена током Другог светског рата. Први пут је употребљена у Другој бици код Ел Аламејна.

## Развој
М7 Прист се јавио као резултат потребе самоходне хаубице америчкој војсци током рата. Одлучено је да буде изграђен на шасији средњег тенка М3 Ли. Уклоњена је горња плоча, те је ново возило било отворено. М2 хаубица 105мм је био један од ретких топова који је поседовао експлозивне гранате. Поред њега је постављен митраљез калибра 50 за против-пешадијску одбрану. М7 су користили маринци и као оклопни транспортер.

## Варијанте
- М7: Основна верзија.
- М7Б1: М7 постављен на модификовану шасију М4А3 Шермана. Ових модела је произведено 826.
- М7Б2: Модел сличан М7Б1, уз пар модификација.
- М7 Кенгур: Оклопни транспортер.